# Никарагуа на летних Олимпийских играх 2020
Республика Никарагуа на летних Олимпийских играх 2020 года была представлена 8 спортсменами в 6 видах спорта. В связи с пандемией COVID-19 Международный олимпийский комитет принял решение перенести Игры на 2021 год.
В марте 2020 года Исполком МОК, продолжая политику гендерного равенства на Олимпийских играх, одобрил изменения в протокол церемоний открытия и закрытия Игр, согласно которым у национальных олимпийских комитетов появилась возможность заявить в качестве знаменосцев одного мужчину и одну женщину. На церемонии открытия Игр знаменосцами сборной Никарагуа стали тяжелоатлетка Сема Лудрик и стрелок Эдвин Барберена.
По итогам соревнований спортсмены Никарагуа не завоевали ни одной медали.

## Состав сборной
Академическая гребля
1. Феликс Потой
2. Эвиделия Гонсалес

 Дзюдо
1. Изаяна Маренко

 Лёгкая атлетика
1. Йейкелл Ромеро

 Плавание
1. Мигель Мена
2. Мария Шуцмайер

 Стрельба
1. Эдвин Барберена

 Тяжёлая атлетика
1. Сема Лудрик

## Результаты соревнований

### Академическая гребля
Мужчины
| Соревнование | Спортсмены   | Предварительный заезд | Предварительный заезд | Предварительный заезд | Отборочный заезд | Отборочный заезд | Отборочный заезд | Четвертьфинал | Четвертьфинал | Четвертьфинал | Полуфинал     | Полуфинал     | Полуфинал     | Финал   | Финал   | Итоговое место |
| Соревнование | Спортсмены   | Заезд                 | Время                 | Место                 | Заезд            | Время            | Место            | Заезд         | Время         | Место         | Заезд         | Время         | Место         | Время   | Место   | Итоговое место |
| ------------ | ------------ | --------------------- | --------------------- | --------------------- | ---------------- | ---------------- | ---------------- | ------------- | ------------- | ------------- | ------------- | ------------- | ------------- | ------- | ------- | -------------- |
| одиночки     | Феликс Потой | 5                     | 7:32,54               | 4                     | 1                | 7:44,52          | 3                | не проводится | не проводится | не проводится | Полуфинал E/F | Полуфинал E/F | Полуфинал E/F | Финал E | Финал E | 26             |
| одиночки     | Феликс Потой | 5                     | 7:32,54               | 4                     | 1                | 7:44,52          | 3                | не проводится | не проводится | не проводится | 1             | 7:45,02       | 1             | 7:28,00 | 2       | 26             |

Женщины
| Соревнование | Спортсмены        | Предварительный заезд | Предварительный заезд | Предварительный заезд | Отборочный заезд | Отборочный заезд | Отборочный заезд | Четвертьфинал | Четвертьфинал | Четвертьфинал | Полуфинал     | Полуфинал     | Полуфинал     | Финал   | Финал   | Итоговое место |
| Соревнование | Спортсмены        | Заезд                 | Время                 | Место                 | Заезд            | Время            | Место            | Заезд         | Время         | Место         | Заезд         | Время         | Место         | Время   | Место   | Итоговое место |
| ------------ | ----------------- | --------------------- | --------------------- | --------------------- | ---------------- | ---------------- | ---------------- | ------------- | ------------- | ------------- | ------------- | ------------- | ------------- | ------- | ------- | -------------- |
| одиночки     | Эвиделия Гонсалес | 4                     | 8:25,18               | 4                     | 2                | 8:37,55          | 4                | не проводится | не проводится | не проводится | Полуфинал E/F | Полуфинал E/F | Полуфинал E/F | Финал E | Финал E | 27             |
| одиночки     | Эвиделия Гонсалес | 4                     | 8:25,18               | 4                     | 2                | 8:37,55          | 4                | не проводится | не проводится | не проводится | 2             | 8:36,99       | 1             | 8:10,87 | 3       | 27             |

### Водные виды спорта

#### Плавание
Мужчины
| Дистанция                 | Спортсмены  | Предварительный раунд | Предварительный раунд | Предварительный раунд | Полуфинал            | Полуфинал            | Полуфинал            | Финал                | Финал                |
| Дистанция                 | Спортсмены  | Заплыв                | Результат             | Место                 | Заплыв               | Результат            | Место                | Результат            | Место                |
| ------------------------- | ----------- | --------------------- | --------------------- | --------------------- | -------------------- | -------------------- | -------------------- | -------------------- | -------------------- |
| 100 метров вольным стилем | Мигель Мена | 3                     | 51,99                 | 55                    | завершил выступление | завершил выступление | завершил выступление | завершил выступление | завершил выступление |

Женщины
| Дистанция                 | Спортсмены     | Предварительный раунд | Предварительный раунд | Предварительный раунд | Полуфинал             | Полуфинал             | Полуфинал             | Финал                 | Финал                 |
| Дистанция                 | Спортсмены     | Заплыв                | Результат             | Место                 | Заплыв                | Результат             | Место                 | Результат             | Место                 |
| ------------------------- | -------------- | --------------------- | --------------------- | --------------------- | --------------------- | --------------------- | --------------------- | --------------------- | --------------------- |
| 100 метров вольным стилем | Мария Шуцмайер | 2                     | 57,94                 | 43                    | завершила выступление | завершила выступление | завершила выступление | завершила выступление | завершила выступление |

#### Дзюдо
Женщины
| Категория   | Спортсмены     | Первый раунд       | 1/8 финала            | Четвертьфинал         | Полуфинал             | Финал                 | Место |
| Категория   | Спортсмены     | Соперник Результат | Соперник Результат    | Соперник Результат    | Соперник Результат    | Соперник Результат    | Место |
| ----------- | -------------- | ------------------ | --------------------- | --------------------- | --------------------- | --------------------- | ----- |
| свыше 78 кг | Изаяна Маренко | BIHЛ. Церич П 0:10 | завершила выступление | завершила выступление | завершила выступление | завершила выступление | 17    |

### Лёгкая атлетика
Мужчины
Беговые дисциплины
| Дисциплина        | Спортсмен      | Предварительный раунд | Предварительный раунд | Предварительный раунд | Четвертьфиналы | Четвертьфиналы | Четвертьфиналы | Полуфиналы           | Полуфиналы           | Полуфиналы           | Финал                | Финал                |
| Дисциплина        | Спортсмен      | Забег                 | Время                 | Место                 | Забег          | Время          | Место          | Забег                | Время                | Место                | Время                | Место                |
| ----------------- | -------------- | --------------------- | --------------------- | --------------------- | -------------- | -------------- | -------------- | -------------------- | -------------------- | -------------------- | -------------------- | -------------------- |
| бег на 100 метров | Йейкелл Ромеро | 1                     | 10,62                 | 3 Q                   | 7              | 10,70          | 8              | завершил выступление | завершил выступление | завершил выступление | завершил выступление | завершил выступление |

### Стрельба
Мужчины
| Соревнование                       | Спортсмены      | Квалификация | Квалификация | Полуфинал     | Полуфинал     | Финал                | Финал                |
| Соревнование                       | Спортсмены      | Результат    | Место        | Результат     | Место         | Соперник/ Результат  | Место                |
| ---------------------------------- | --------------- | ------------ | ------------ | ------------- | ------------- | -------------------- | -------------------- |
| пневматический пистолет, 10 метров | Эдвин Барберена | 554          | 36           | Не проводится | Не проводится | завершил выступление | завершил выступление |

### Тяжёлая атлетика
Женщины
| Категория | Спортсмены  | Вес   | Рывок | Рывок | Рывок | Толчок | Толчок | Толчок | Всего | Место |
| Категория | Спортсмены  | Вес   | 1     | 2     | 3     | 1      | 2      | 3      | Всего | Место |
| --------- | ----------- | ----- | ----- | ----- | ----- | ------ | ------ | ------ | ----- | ----- |
| до 64 кг  | Сема Лудрик | 64,00 | 87    | 87    | 92    | 110    | 115    | 118    | 202   | 12    |